# Carlos Otero
Carlos Otero Dos Santos Pereira (Lisboa, 30 de mayo de 1916-Ibiza, 29 de agosto de 1979) fue un actor portugués de cine y televisión, que intervino en una setentena de películas y en diversas series de televisión, tanto en su país natal como en España.
Fue cónyuge de la actriz Isabel de Castro.

## Filmografía completa
- Lobos da serra (1942)
- O pátio das cantigas 1942)
- Cais do sodré 1946)
- Os vizinhos do Rés-do-Chão (1947)
- Viela, rua sem sol (1947)
- Não há rapazes maus (1948)
- ¡Fuego! (1949)
- Brigada criminal (1950)
- Almas en peligro (1951)
- Bajo el cielo de Asturias (1951)
- Dulce Nombre (1951)
- Mercado prohibido (1952)
- Persecución en Madrid (1952)
- La danza del corazón (1953)
- El golfo que vio una estrella (1953)
- Fantasía española (1953)
- La hija del mar (1953)
- La montaña sin ley (1953)
- Hay un camino a la derecha (1954)
- El presidio (1954)
- El Coyote (1955)
- La melodía misteriosa (1955)
- Nunca es demasiado tarde (1955)
- Carta a Sara (1956)
- Veraneo en España (1956)
- Juanillo, papá y mamá (1957)
- Mañana... (1957)
- Distrito Quinto (1957)
- Sendas marcadas (1959)
- Sentencia contra una mujer (1960)
- Isola Bella (1961)
- Schlagerrevue 1962 (1961)
- A tiro limpio (1963)
- El mujeriego (1963)
- Senda torcida (1963)
- Young Sánchez (1963)
- María Rosa (1964)
- Agente Z-55, Misión Hong Kong (1965)
- La venganza de Clark Harrison (1965)
- Un dólar de fuego (1965)
- ¡Viva Carrancho! (1965)
- Trampa bajo el sol (1965)
- Cuando tú no estás (1966)
- Los caballeros de la antorcha (1966)
- Al ponerse el sol (1967)
- La mujer del desierto (1967)
- La piel quemada (1967)
- Los largos días de la venganza (1967)
- Volver a vivir (1967)
- Hola... Señor Dios (1968)
- La balada de Johnny Ringo (1968)
- Sexperiencias (1968)
- Esa mujer (1969)
- El certificado (1970)
- Liberxina 90 (1970)
- Metamorfosis (1970)
- El hombre oculto (1971)
- El hijo de María (1971)
- La cólera del viento (1971)
- Pastel de sangre (1971)
- Tirarse al monte (1971)
- Horror Story (1972)
- Aborto criminal (1973)
- Las ratas no duermen de noche (1973)
- La muerte llama a las 10 (1974)
- El despertar de los sentidos (1975)
- La perversa caricia de Satán (1975)
- Los pájaros de Baden-Baden (1975)
- El pobrecito Draculín (1976)
- Sentados al borde de la mañana, con los pies colgando (1978)